# 13 Pułk Artylerii Górskiej (austro-węgierski)
Pułk Artylerii Górskiej Nr 13 (GAR. Nr. 13) – pułk artylerii górskiej cesarskiej i królewskiej Armii.
Pułk został utworzony 1 marca 1913. Stacjonował na terytorium 16 Korpusu: sztab pułku tymczasowo w Dubrowniku (wł. Ragusa), sztab dywizjonu armat w Trebinje, sztab dywizjonu haubic w czarnogórskiej wsi Baošići, a kadra zapasowa w chorwackim mieście Slavonski Brod. W 1914 pułk wchodził w skład 3 Brygady Artylerii Górskiej w Mostarze.

## Żołnierze
- płk Friedrich Neumann – komendant pułku[1]
- por. Rudolf Lemmé
- por. rez. Józef Pędracki